# East West Bank Classic 1994
L'East West Bank Classic 1994 è stato un torneo di tennis giocato sul cemento.
È stata la 21ª edizione del torneo, che fa parte della categoria Tier II nell'ambito del WTA Tour 1994.
Si è giocato a Manhattan Beach vicino a Los Angeles negli Stati Uniti, dall'8 al 14 agosto 1994.

## Campionesse

### Singolare
Amy Frazier ha battuto in finale  Ann Grossman con il punteggio di 6–1, 6–3

### Doppio
Julie Halard /  Nathalie Tauziat hanno battuto in finale  Jana Novotná /  Lisa Raymond con il punteggio di 6–1, 0–6, 6–1